# Доленосні знахідки
«Доленосні знахідки» — американський незалежний науково-фантастичний фільм 2012 року. Режисером, сценаристом, продюсером, монтажером і виконавцем головної ролі став Ніл Брін. Він також відповідав за дизайн виробництва, оформлення декорацій, грим, монтаж звуку, кейтеринг і кастинг. Показ відбувся 2012 року на фестивалі «Butt-Numb-A-Thon» за запрошеннями, дебют на міжнародному фестивалі відбувся 2013 року у Сіетлі.
Після виходу фільм критики оголосили одним із «найгірших, коли-небудь створених» — і він швидко став культовим.

## Про фільм
Комп'ютерний вчений і романіст возз'єднується зі своїм другом дитинства, зламує державні бази даних та стикається з жахливими та доленосними наслідками містичних дій, яких він зазнав у дитинстві.

## Знімались
| Актор    | Роль |
| -------- | ---- |
| Ніл Брін |      |
| та інші  |      |